# Vigilantes (programa de televisión argentino)
Vigilantes (programa humorístico) es un programa humorístico argentino que se emitió por la pantalla de TBS, a partir de las 23:00. Está protagonizado por: Carlos Belloso, Edda Díaz, Alejandro Muller y Mariana Prommel.

## Sinopsis
La historia girará en torno, a dos individuos muy particulares que compiten por un trabajo en una empresa de seguridad, desconociendo que son los conejillos de indias del “Proyecto Vigilante”.

## Elenco

### Personajes principales
- Carlos Belloso como lombardi
- Edda Díaz como...
- Alejandro Muller como...
- Mariana Prommel como...
- Hernán Jiménez como...
- Ramiro Archain como...
- Lucía Maciel como...
- Pablo Fábregas como...
- Gonzalo Urtizberea como...
- Martín Rocco como...
- Alejandro Viola como...
- Sergio Boris como...
- Sebastián Fernández como...

## Audiencia
– Índice de audiencia más alto del ciclo
     – Índice de audiencia más bajo del ciclo
| Programa | Día de emisión           | Status | Superó a la Competencia | Audiencia (IBOPE) |
| -------- | ------------------------ | ------ | ----------------------- | ----------------- |
| 1        | 19 de septiembre de 2016 |        |                         |                   |
| 2        | 20 de septiembre de 2016 |        |                         |                   |
| 3        | 21 de septiembre de 2016 |        |                         |                   |
| 4        | 22 de septiembre de 2016 |        |                         |                   |
| 5        | 23 de septiembre de 2016 |        |                         |                   |
| 6        | 26 de septiembre de 2016 |        |                         |                   |

- Datos: Q27576323